# استخوان‌ها (ترانه کیلرز)
«استخوان‌ها» (به انگلیسی: Bones) آهنگی ساخته یک گروه راک آمریکایی به نام کیلرز است. ترانه سرایان آن برندن فلاور (خواننده گروه)، مارک اشترومر (نوازنده ویولن سل) و رونی وانوچی جونیور (نوازنده درام) هستند. این آهنگ، هشتمین تراک از آلبوم دوم گروه یعنی شهر سام است که سال ۲۰۰۶ منتشر شد. کلیپ موسیقی این آهنگ توسط کارگردان سینما، تیم برتون ساخته شده‌است.